# Sânger, Noua Suliță
Sânger (în ucraineană Жилівка, transliterat: Jîlivka, în rusă Жиловка, transliterat: Jilovka) este un sat reședință de comună în raionul Noua Suliță din regiunea Cernăuți (Ucraina). Are 725 locuitori, preponderent ucraineni.
Satul este situat la o altitudine de 205 metri, în partea de nord a raionului Noua Suliță.

## Istorie
Localitatea Sânger a făcut parte încă de la înființare din Ținutul Hotinului a regiunii istorice Basarabia a Principatului Moldovei. În anul 1810 exista aici o biserică de lemn, conform informațiilor furnizate de "Anuarul Episcopiei Hotinului" (Chișinău, 1930) .
Prin Tratatul de pace de la București, semnat pe 16/28 mai 1812, între Imperiul Rus și Imperiul Otoman, la încheierea războiului ruso-turc din 1806 – 1812, Rusia a ocupat teritoriul de est al Moldovei dintre Prut și Nistru, pe care l-a alăturat Ținutului Hotin și Basarabiei/Bugeacului luate de la Turci, denumind ansamblul Basarabia (în 1813) și transformându-l într-o gubernie împărțită în zece ținuturi (Hotin, Soroca, Bălți, Orhei, Lăpușna, Tighina, Cahul, Bolgrad, Chilia și Cetatea Albă, capitala guberniei fiind stabilită la Chișinău).
La începutul secolului al XIX-lea, conform recensământului efectuat de către autoritățile țariste în anul 1817, satul Sânger făcea parte din Ocolul Hilavățului a Ținutului Hotin .
După Unirea Basarabiei cu România la 27 martie 1918, satul Sânger a făcut parte din componența României, în Plasa Lipcani a județului Hotin. Pe atunci, majoritatea populației era formată din ruși.
Ca urmare a Pactului Ribbentrop-Molotov (1939), Basarabia, Bucovina de Nord și Ținutul Herța au fost anexate de către URSS la 28 iunie 1940. După ce Basarabia a fost ocupată de sovietici, Stalin a dezmembrat-o în trei părți. Astfel, la 2 august 1940, a fost înființată RSS Moldovenească, iar părțile de sud (județele românești Cetatea Albă și Ismail) și de nord (județul Hotin) ale Basarabiei, precum și nordul Bucovinei și Ținutul Herța au fost alipite RSS Ucrainene. La 7 august 1940, a fost creată regiunea Cernăuți, prin alipirea părții de nord a Bucovinei cu Ținutul Herța și cu cea mai mare parte a județului Hotin din Basarabia .
În perioada 1941-1944, toate teritoriile anexate anterior de URSS au reintrat în componența României. Apoi, cele trei teritorii au fost reocupate de către URSS în anul 1944 și integrate în componența RSS Ucrainene, conform organizării teritoriale făcute de Stalin după anexarea din 1940, când Basarabia a fost ruptă în trei părți.
Începând din anul 1991, satul Sânger face parte din raionul Noua Suliță al regiunii Cernăuți din cadrul Ucrainei independente. Conform recensământului din 1989, numărul locuitorilor care s-au declarat români plus moldoveni era de 23 (0+23), reprezentând 2,83% din populație . În prezent, satul are 725 locuitori, preponderent ucraineni.

## Demografie
Componența lingvistică a comunei Sânger
     Ucraineană (96,41%)
     Română (2,35%)
     Rusă (1,24%)
Conform recensământului din 2001, majoritatea populației comunei Sânger era vorbitoare de ucraineană (96,41%), existând în minoritate și vorbitori de română (2,35%) și rusă (1,24%).
1930: 833 (recensământ)
1989: 814 (recensământ)
2007: 725 (estimare)